# Ђурин Поток
Ђурин Поток је насељено место у општини Цетинград, на Кордуну, Карловачка жупанија, Република Хрватска.

## Географија
Налази се уз саму границу са БиХ, око 8 км југоисточно од Цетинграда.

## Историја
Ђурин Поток се од распада Југославије до августа 1995. године налазио у Републици Српској Крајини. До територијалне реорганизације у Хрватској налазио се у саставу бивше велике општине Слуњ.

## Становништво
Према попису становништва из 2011. године, насеље Ђурин Поток је имало 39 становника.

### Број становника по пописима
| Националност   | 2001. | 1991. | 1981. | 1971. | 1961. | 1953. | 1948. | 1931. | 1921. | 1910. | 1900. | 1890. | 1880. | 1869. | 1857. |
| бр. становника | 74    | 174   | 188   | 104   | 121   | 157   | 159   | 147   | 116   | 116   | %     | %     | %     | %     | %     |

- напомене:

Исказује се од 1910. као део насеља, а као насеље од 1953. У 1880. подаци су садржани у насељу Цетинград. Од 1910. до 1971. исказивано под именом Ђурин-Поток. У 2001. смањено издвајањем насеља Шиљковача. У 1981. и 1991. садржи податке за насеље Шиљковача.